# Непознати Светогорац
Непознати Светогорац (крај XIV в.), савременик и ученик Исаије Серског и писац Житија старца Исаије. Претпоставља се да је написао ово житије у манастиру Св. Пантелејмона на Светој гори, недуго после смрти Исаије Серског, будући “добро упознат са разним моментима из младости и монашког живота Исаије, саподвижник и ученик који га је добро познавао” (Владимир Мошин). Текст је познат из једног преписа из XV века који се налази у Хиландару.

### Превод на савремени српски језик
- Житије старца Исаије, у: „Шест писаца ХIV века“, избор, данашња језичка верзија и редакција Димитрије Богдановић, Београд, Просвета, СКЗ, 1986, Стара српска књижевност у 24 књиге, књ. 10.